# آرتس
آرتس (به اسپانیایی: Artés) یک شهرستان در اسپانیا است که در کاتالونیا واقع شده‌است.

## خصوصیات
آرتس ۱۷٫۹۰ کیلومترمربع مساحت و ۵٬۱۷۹ نفر جمعیت دارد و ۳۱۶ متر بالاتر از سطح دریا واقع شده‌است.